# Ōoka Shunboku

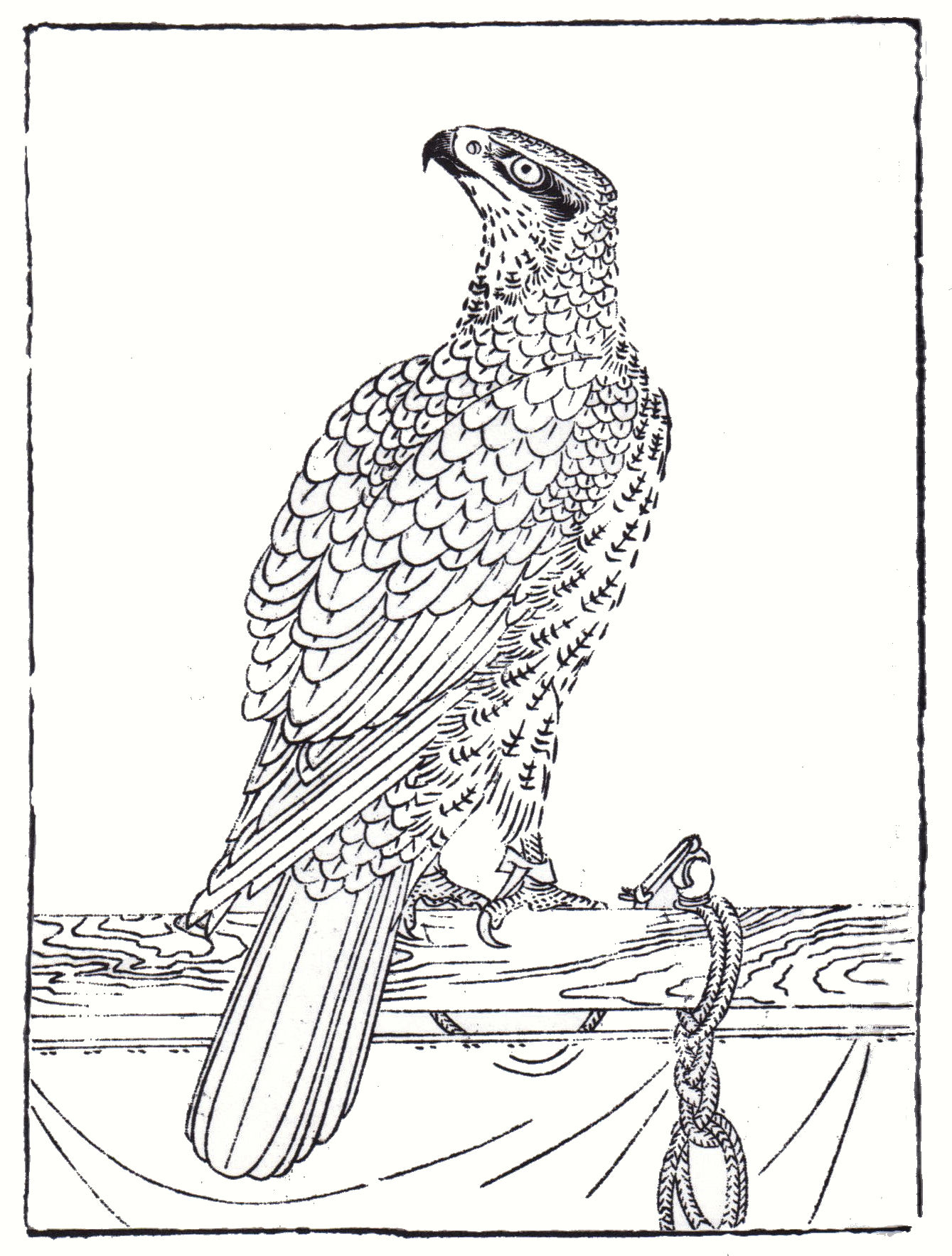
Falcone, copia da Chokuan Soga, 1720.

Ōoka Shunboku (大岡春ト?; Osaka, 1680 – 1763) è stato un pittore e incisore giapponese, uno dei rappresentanti più importanti e prolifici dell'area artistica del Kamigata.

## Biografia
Fu attivo a Osaka tra la fine del XVII secolo fino alla morte nel 1763. Appartenente alla scuola Kanō, ebbe uno stuolo di allievi, tra i quali si può citare Yoshimura Shūzan. La sua attività verteva nella copia e diffusione dei capolavori dell'arte cinese e giapponese, oltre l'illustrazione delle antiche leggende. Fu insignito nel 1720 del titolo di hokkyō e nel 1735 di quello di hōgen, rispettivamente il terzo e secondo grado più alti assegnati agli artisti buddisti. Utilizzò la tecnica kappazuri, proveniente dalla Cina ma che trovò largo impiego tra gli artisti di Osaka.